# Droit civil ecclésiastique
Pour les articles homonymes, voir DCE.
Le droit civil ecclésiastique est l'ensemble des lois et des règlements adoptés par un gouvernement civil, ainsi que la jurisprudence qui en découle, et acceptés par les autorités catholiques pour l'exercice légal du culte catholique de l'Église et de ses fidèles. Au sens large, ce terme s'applique à la législation religieuse, même relative à des religions autres que le catholicisme ou le christianisme. 
Il s'exerce non seulement dans les pays où existe un régime concordataire, mais dans tout pays qui émet ne serait-ce qu'une loi visant à préciser le statut des religions. Ce sont souvent les canonistes (spécialistes du droit canonique) qui étudient le droit civil ecclésiastique ; on parle de diplôme « dans l'un et l'autre droit » (in utroque jure).
Le droit civil ecclésiastique, de même que le droit canonique, n'a pas de portée sur les questions de dogme à proprement parler, ni sur la liturgie.

## En droit québécois
Au Québec, le droit civil ecclésiastique est traditionnellement désigné sous les appellations « droit des fabriques », « droit fabricien » et « droit paroissial ». Malgré la laïcisation de l'État québécois et l'adoption de la Loi sur la neutralité religieuse et de la Loi sur la laïcité de l'État, plusieurs lois encore en vigueur s'appliquent de manière exclusive à l'organisation interne de l'Église catholique romaine. Parmi celles-ci, il y a la Loi sur les évêques catholiques romains, la Loi sur les fabriques, la Loi sur les compagnies de cimetières catholiques romains et la Loi sur les terrains des congrégations religieuses, la Loi sur les corporations religieuses et la Loi sur la liberté des cultes. Par ailleurs, les dispositions de lois fiscales qui accordent des exemptions d'impôt aux Églises sont pertinentes au droit civil ecclésiastique. Il existe encore aujourd'hui un certain nombre de juristes spécialisés dans la Loi sur les fabriques et les autres lois affectant les institutions religieuses.